# 마이크로소프트 밴드 2
마이크로소프트 밴드 2(Microsoft Band 2)는 스마트워치 기능이 포함된, 마이크로소프트가 개발한 2세대 스마트 밴드이다. 2015년 10월 6일에 발표되었으며 오리지널 마이크로소프트 밴드의 뒤를 잇는다. 처음에는 미국, 영국, 캐나다에서 판매되었다. 현재는 시드니 플래그십 스토어인 마이크로소프트 온라인 스토어를 통해 오스트레일리아에서도 구매가 가능하며 그 외에도 JB 하이파이, 하베이 노르만과 같은 선별된 리테일 스토어를 통해 구매가 가능하다. 전작과 비슷하게 피트니스 추적을 포함하고 있으며 블루투스 연결을 통해 윈도우, iOS, 안드로이드 스마트폰과 호환된다. 2016년 10월 3일 개발이 중단되었다.

## 기술
마이크로소프트 밴드 2는 여러 센서가 포함되어 있다:
- 광학 심박계
- 3축 가속도계
- 자이로미터
- GPS
- 마이크로폰
- 광검출기
- 전류 발생 피부 반응 센서
- 자외선 센서
- 체온 센서
- 용량 센서
- 바로미터